# Museo Néstor

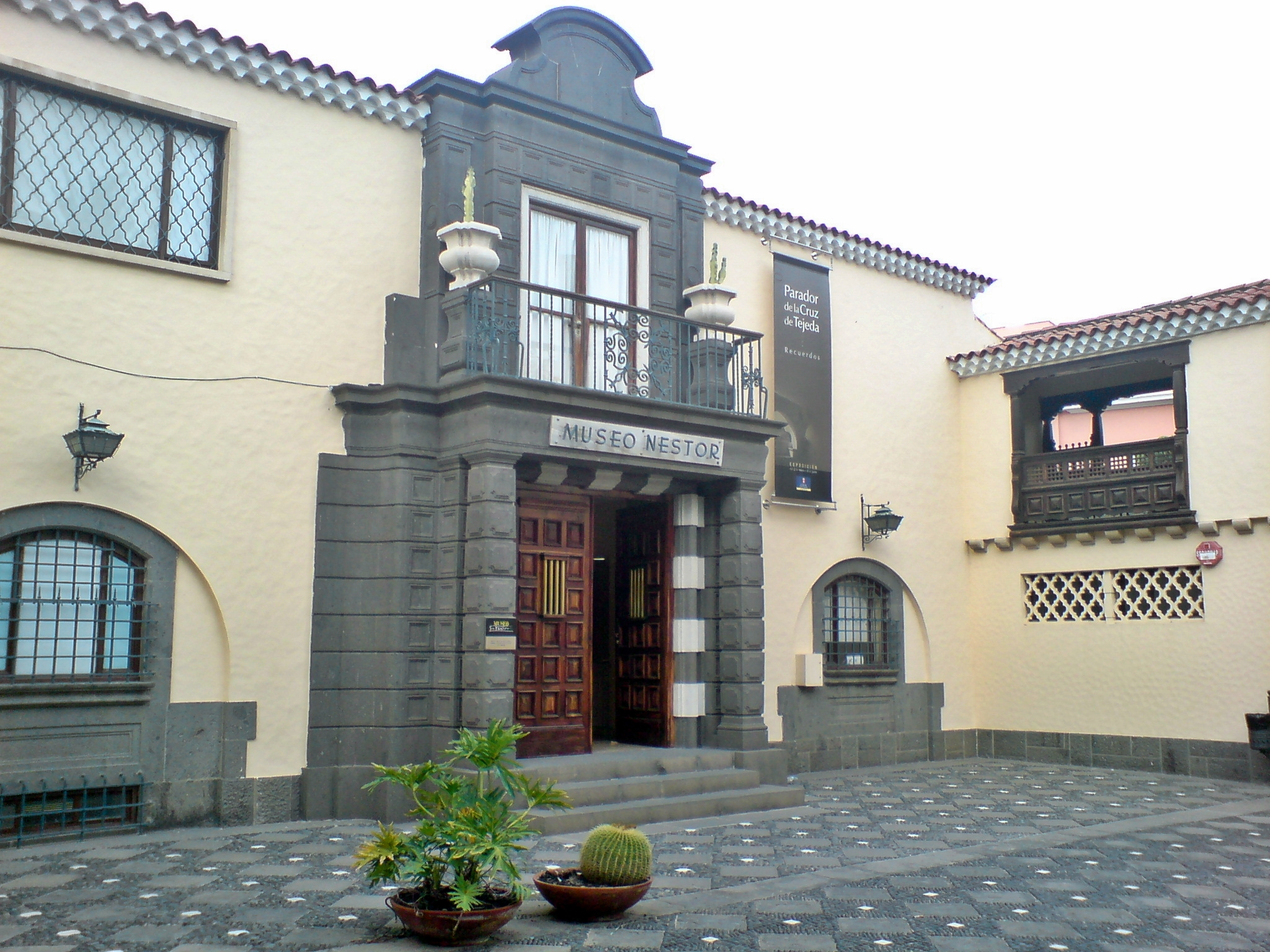
Haupteingang Museo Néstor

Das Museo Néstor ist ein öffentliches Museum in Las Palmas de Gran Canaria, es ist dem bedeutendsten Maler der Kanarischen Inseln Néstor Martín-Fernández de la Torre gewidmet.

## Einrichtung
Die Pinakothek wurde am 18. Juli 1956 eröffnet und befindet sich in einem traditionellen kanarischen Gebäude. Das regional-folkloristische Architekturensemble wurde vom Bruder des Malers, dem Architekten Miguel Martín-Fernández de la Torre, erbaut und beinhaltet seit 1956 auf zwei Etagen mit zwölf Räumen das Lebenswerk von Néstor Martín-Fernández de la Torre.
Das Museo Néstor wird von der Stadtverwaltung und durch private Spenden finanziert. Aktueller Museumsdirektor ist Antonio Daniel Montesdeoca García-Sáenz.

Museumsgrundriss

Neben der ständigen Ausstellung von Nestors Werken befindet sich auch ein Saal für Wechselausstellungen, ein Dokumentationszentrum sowie ein Souvenirgeschäft.

## Ausstellung
Die ständige Sammlung besteht aus einer repräsentativen Auswahl der Arbeiten Néstors, die in thematischer Ordnung gruppiert sind:
- Juventud:  die ersten Arbeiten des jungen Künstlers
- Simbolismo:  Werke Néstors, die den europäischen Symbolismus und die Moderne zum Ausdruck bringen
- Retratos:  Nestors Freunde und Zeitgenossen mit Stift und Pinsel dargestellt
- Teatro: Bühnenbilder und Designentwürfe von Kostümen
- Visiones: bildlichen Ausdruckweise seiner von ihm durchgeführten Studien
- Poema del Mar: eine Sammlung von acht Werken auf Leinwand, die Symbole für seine Studienreisen in Europa und Südamerika unter dem Motto Atlántico darstellen
- Poema de la Tierra: unvollendete Werke des Künstlers, die Poema del Mar ergänzen und jedoch vier verschiedenen Tageszeiten und vier Allegorien aufweisen

## Bibliothek
Die Bestände im Dokumentationszentrum bestehen aus mehr als dreihundert Titeln aus der Privatsammlung Nestors. Es sind überwiegend Kunstkataloge, Gedichte und Tagebücher seiner Reisen sowie Aufzeichnungen zum Studium der Kunstgeschichte.

### Auszug der Werke

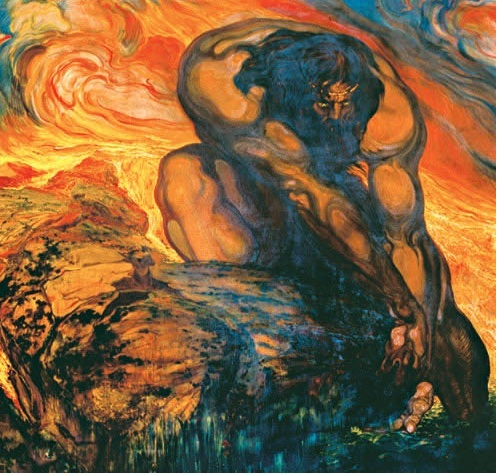
Hércules amasando entre las llamas el túmulo de Pirene (1909)
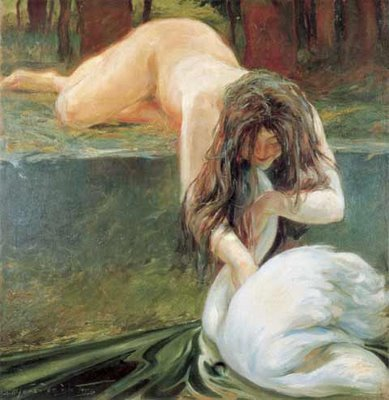
Adagio (1903)
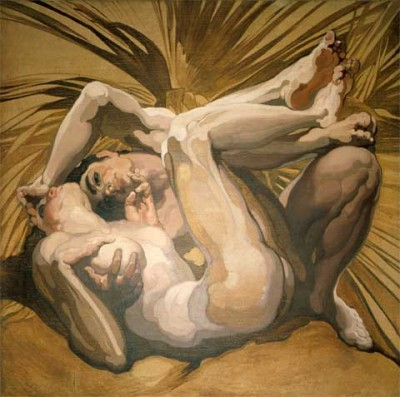
Otoño (Poema de la Tierra)
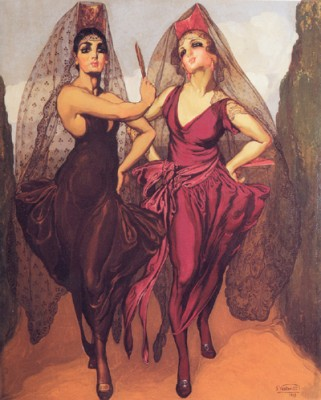
Mantillas (1919)
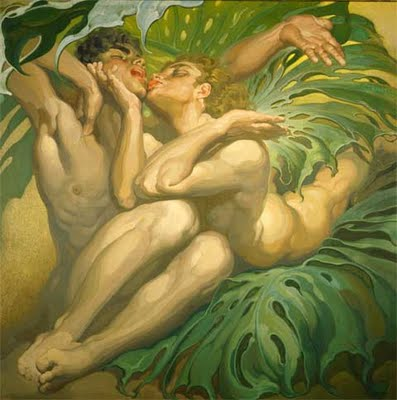
Primavera (ca. 1910)